# Giorgio Salmoiraghi
Giorgio Salmoiraghi (Milano, 26 novembre 1936 – Milano, 27 dicembre 2022) è stato un pittore italiano.

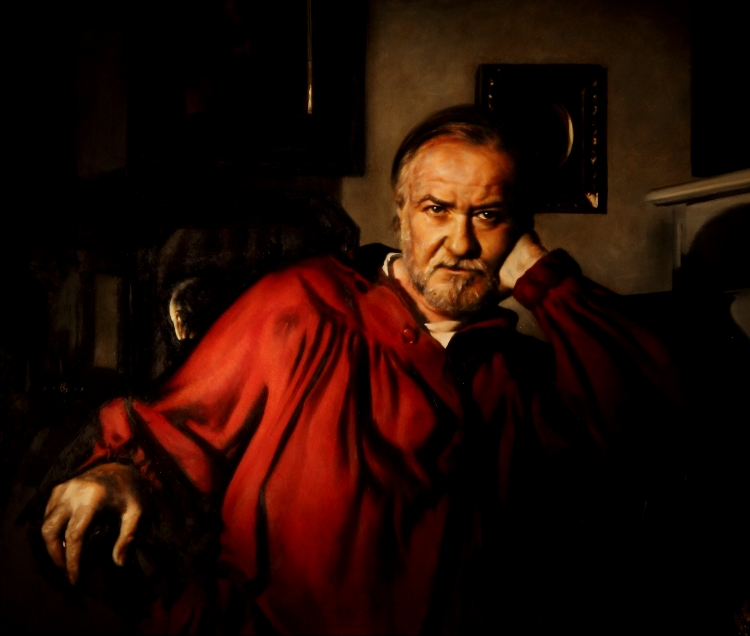
Giorgio Salmoiraghi Autoritratto a 72 anni.

Nato a Milano, dove ha abitato fino alla sua morte, ha ottenuto il diploma rilasciato dal liceo artistico di Brera nel 1955. È stato un allievo del pittore Federico Von Rieger (medaglia d'oro nel 1932), già allievo prima e collaboratore poi di Max Doerner, docente di "Tecnica di Pittura degli Antichi" all'Accademia di Monaco di Baviera.

## Biografia
Nel 1960 è tra i fondatori del "Rinnovamento dei Valori Classici", insieme a Valmore Grazioli e Gabriele Mandel e con loro è editore della rivista omonima. Partecipa alle conferenze tenute dal movimento (Museo Scienza e Tecnica Milano), insieme ai "Rinnovatori" espone alla mostra del movimento tenuta al Palazzo della Ragione di Mantova.

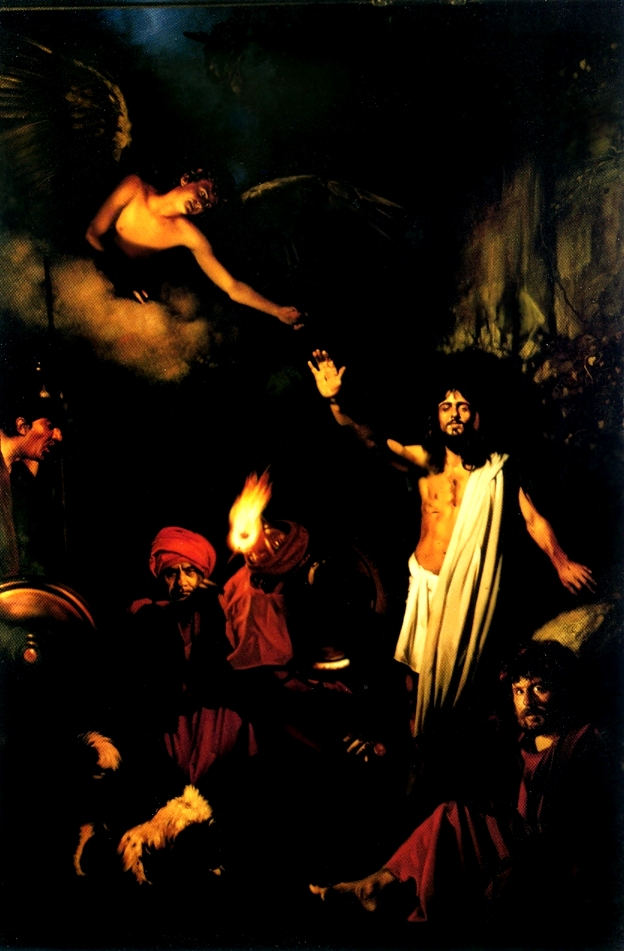
Chiesa di San Giacinto: terza pala "La Resurrezione"

Nel 1962 è attivo nel settore sindacale ed è iscritto alla USAIBA - U.I.L. della Lombardia. Organizza e partecipa alla prima mostra regionale al "Museo della Scienza e della Tecnica" di Milano.
Nel 1964 e nel 1966 organizza e partecipa alla mostra di arte contemporanea al Palazzo Reale di Milano.
Nel 1969 è tra gli organizzatori delle "Quarta Mostra di Arte Contemporanea" al padiglione di arte contemporanea nella Villa Reale di Milano.
Nel 1976 partecipa a una mostra personale organizzato dal Comune presso il "Museo di Milano"
Nel 1979 è stata stampata dall'Unione Banca di Credito (BUC) di Lugano (Svizzera) una sua monografia: numerose copie sono custodite nelle biblioteche pubbliche e private di tutto il mondo, tra cui il Centre Pompidou di Parigi.
Dal 1982 al 1984 realizza un grande trittico di metri 9,00 X 4,50 per la Chiesa di San Giacinto (Brescia).
Nel 1984 la pubblicità della "Barilla", sui principali settimanali italiani, è imperniata su Salmoiraghi.

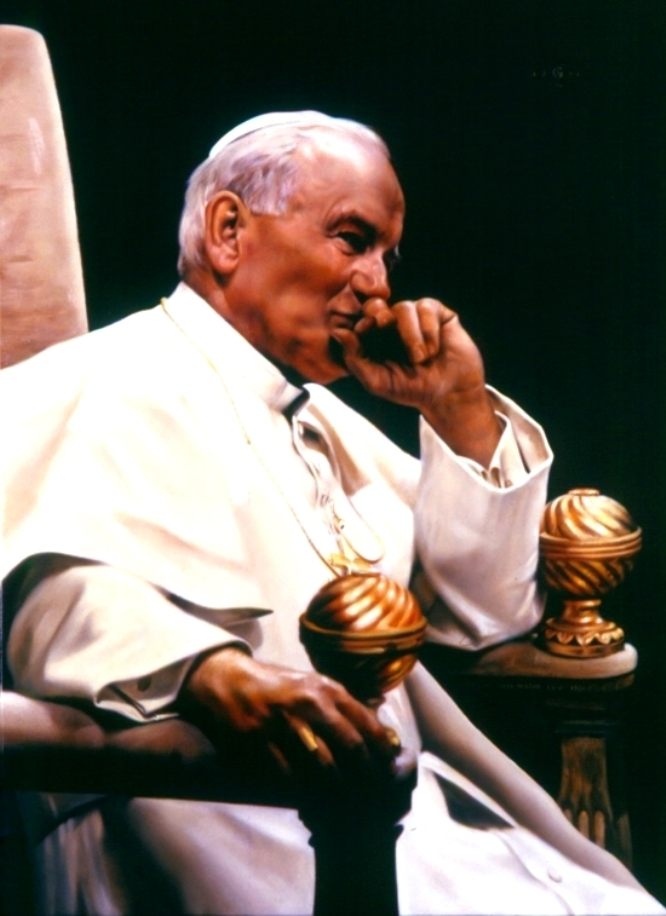
Ritratto di Papa Giovanni Paolo II

Nel 1986-87 era in Vaticano per realizzare il ritratto di SS Papa Giovanni Paolo II appartenente alle collezioni del Vaticano e conservato nel Palazzo San Callisto a Roma.
Nel 1990 riceve il premio "Ambrogino d'oro" dal Comune di Milano
Nel 1993 organizza una mostra personale presso "Accademia Scalabrino" di Montecatini.
Nel 1994 esce il libro della cooperativa I.U.L.M. scrl "Il magico e il sacro nell'Arte di Giorgio Salmoiraghi" curato da Gabriele Mandel.
Ha partecipato e organizzato diverse mostre "Biennale di Milano" e numerose mostre sindacali.
Salmoiraghi è stato co-direttore della rivista d'arte "Poliacos" con Valmore Grazioli e Rosalva Altini. Ha tenuto numerose mostre personali.
Giorgio Salmoiraghi appartiene alla "Accademia Tiberina" e alla "Accademia dei 500", le sue opere sono esposte in gallerie pubbliche e private
(Bibliotheque Nazionale de Paris - Museo del Castello Sforzesco di Milano - Civica Raccolta Bertarelli- ecc.)

## Opere
In un momento storico e sociale, in cui il valore dell'ispirazione, del tempo riflesso,
del piacere di essere sono difficilmente afferrabili, la sensibilità di Salmoiraghi permette
di percepire l'uomo ancora come “uno”. Chi guarda può cogliere una totalità
emotiva ed intellettuale benefica. Non positiva, non negativa ma equilibrante.
Nelle sue opere è permesso ritrovare quello stato naturale libero, sobrio e spontaneo
della meditazione con il quale l'uomo sente di essere e di scorrere in ciò che lo circonda.
Libertà emotiva ma misurata, riflessività ma non cruccio esistenziale.